# NXT TakeOver: San Antonio
NXT TakeOver: San Antonio war eine Wrestling-Veranstaltung von WWE NXT, die auf dem WWE Network ausgestrahlt wurde. Sie fand am 28. Januar 2017 im Freeman Coliseum in San Antonio, Texas, Vereinigte Staaten statt. Es war die 14. Austragung einer NXT-Großveranstaltung unter dem Namen NXT TakeOver seit Februar 2014. Zum ersten Mal fand eine davon in San Antonio und damit auch im Freeman Coliseum und zum zweiten Mal nach NXT TakeOver: Dallas am 1. April 2016 in Texas statt.

## Hintergrund
Im Vorfeld der Veranstaltung wurden fünf Matches angesetzt. Diese resultierten aus den Storylines, die in den Wochen vor NXT TakeOver: San Antonio bei NXT, der wöchentlich auf dem WWE Network ausgestrahlten Entwicklungs-Liga der WWE, gezeigt wurden. Als Hauptkampf wurde ein Singles-Match um die NXT Championship zwischen dem Titelträger Shinsuke Nakamura und seinem Herausforderer Bobby Roode angesetzt.

## NXT-Awards
In der Pre-Show der Veranstaltung wurden die Gewinner der NXT-Awards 2016, die in den Wochen zuvor durch eine Online-Abstimmung der Anhänger der WWE bestimmt wurden, bekannt gegeben. Es gab fünf verschiedene Kategorien:
- Durchstarter des Jahres (NXT Breakout Star of the Year): Billie Kay und Peyton Royce;
- Match des Jahres (NXT Match of the Year): Tag-Team-Match um die NXT Tag Team Championship zwischen den Titelträgern The Revival (Dash Wilder und Scott Dawson) und ihren Herausforderern #DIY (Johnny Gargano und Tommaso Ciampa) bei NXT TakeOver: Toronto am 19. November 2016;
- Tag Team des Jahres (NXT Tag Team of the Year): The Revival (Dash Wilder und Scott Dawson);
- Wrestlerin des Jahres (NXT Female Competitor of the Year): Asuka;
- Wrestler des Jahres (NXT Male Competitor of the Year): Shinsuke Nakamura.

## Ergebnisse
| Matchart                                          |                                    |      |                                            | Zeit  |
| ------------------------------------------------- | ---------------------------------- | ---- | ------------------------------------------ | ----- |
| Singles-Match                                     | Eric Young                         | bes. | Tye Dillinger                              | 10:53 |
| Singles-Match                                     | Roderick Strong                    | bes. | Andrade Almas                              | 11:39 |
| Tag-Team-Match um die NXT Tag Team Championship   | The Authors Of Pain (Akam & Rezar) | bes. | #DIY (Johnny Gargano & Tommaso Ciampa) (C) | 14:25 |
| Fatal-4-Way-Match um die NXT Women’s Championship | Asuka (C)                          | bes. | Billie Kay, Nikki Cross und Peyton Royce   | 09:54 |
| Singles-Match um die NXT Championship             | Bobby Roode                        | bes. | Shinsuke Nakamura (C)                      | 27:07 |